# Escuela Nacional de Cine
La Escuela Nacional de Cine (ENC) es una institución educativa privada Venezolana ubicada en el Distrito Metropolitano de Caracas en la Autopista Petare-Guarenas, Distribuidor Metropolitano (Boyacá) dentro del Centro de Artes Integradas [http://avc.org.ve/newsite/ Archivado el 25 de octubre de 2014 en Wayback Machine. Universidad Metropolitana). Fue fundada por iniciativa de Gabriel Brener, con el apoyo de instituciones del medio, entre las cuales destacan la Productora Bolívar Films y la empresa de equipos Cinemateriales. Durante sus comienzos, en el año 2000, se impartían talleres, luego se concibió como Escuela Nacional de Cine en mayo de 2009.

## Estudios

### Estudios de Realización Cinematográfica
Sinopsis

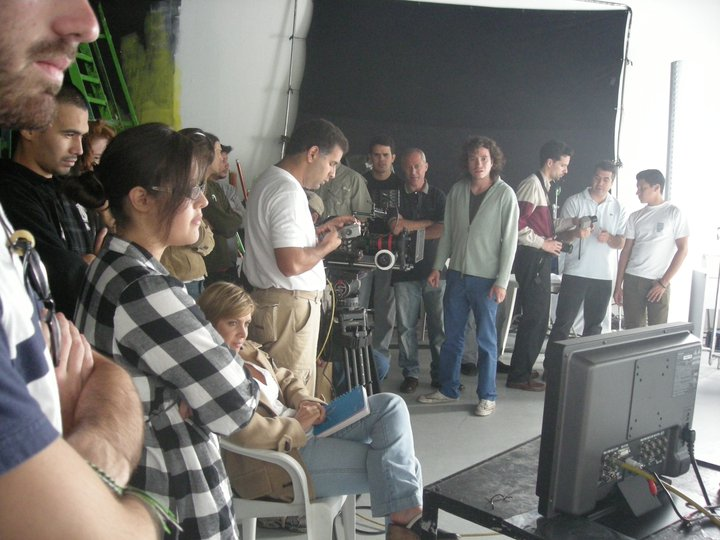
Estudiantes Escuela Nacional de Cine

Destinada a la formación de la nueva generación de técnicos y profesionales en áreas de: Arte, Cinematografía, Dirección, Guion, Montaje y Posproducción, Producción y Sonido.  
Perfil del estudiante
Los Estudios de Realización Cinematográfica están diseñados para todos los interesados que hayan concluido el Liceo Diversificado que deseen desarrollarse como técnicos en Áreas de Especialización Cinematográfica.
Duración
El recorrido académico tiene una duración de 3 años, para la cual existen dos fechas de inicio, la primera durante el mes de marzo y una segunda para el mes de septiembre.

### Diplomados
Diplomado ENC/ UCV (Universidad Central de Venezuela)
Diseñados para capacitar la nueva generación de técnicos que deseen intervenir en producciones independientes en el área audiovisual. Estos estudios se dedican a profundizar conocimientos únicamente en cada una de las especialidades laborales. Se realizarán prácticas adecuadas para integrarse eficientemente al mercado laboral. Los participantes serán retribuidos con un diploma avalado tanto por la Escuela Nacional de Cine como por la Universidad Central de Venezuela.
Perfil del estudiante
Destinados a todos aquellos que participen de una instrucción paralela en áreas de Comunicación, que hayan realizado por lo menos dos Cortometrajes o, en su defecto, que posean en su haber ciertos trabajos que reporten habilidades afines. El objetivo de estos Diplomados es formar la nueva generación de técnicos en el área audiovisual a la vez que impulsa la capacitación y desarrollo constante de aquellos que ya formen parte del medio, mientras se profundiza en las capacidades técnicas y artísticas del individuo. 
Duración
Los diplomados tienen una duración de 160 horas académicas. La periodicidad es bimestral y con contenido variado.

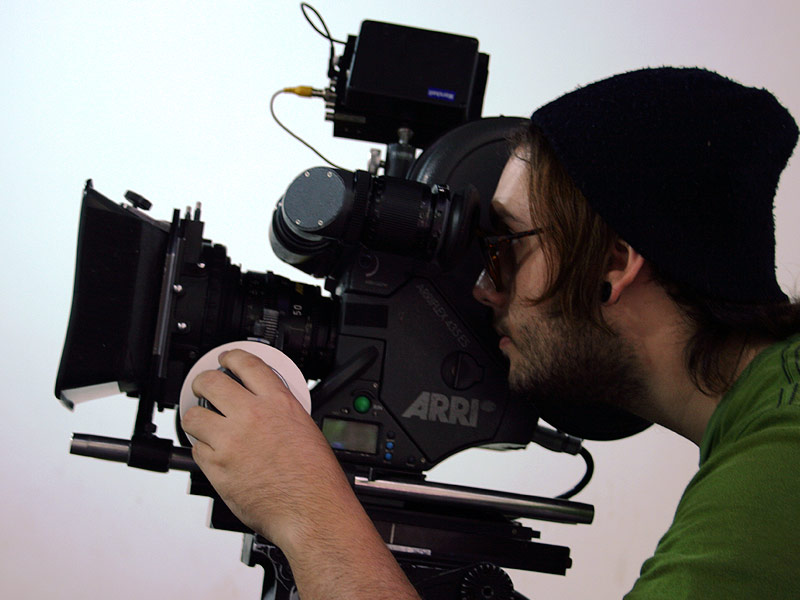
Estudiante Escuela Nacional de Cine

### Cursos y Talleres
Sinopsis
Diseñados para dar a conocer a los estudiantes las herramientas de trabajo específicas y los principios fundamentales del lenguaje audiovisual.
Perfil del estudiante
Destinados a todos aquellos que tengan interés en el área audiovisual y quieran profundizar en las distintas especialidades de la misma.
Duración
Los cursos intensivos tienen una extensión de 7 a 30 días, mientras los talleres regulares tienen una duración de 3 a 6 meses.

## Instalaciones

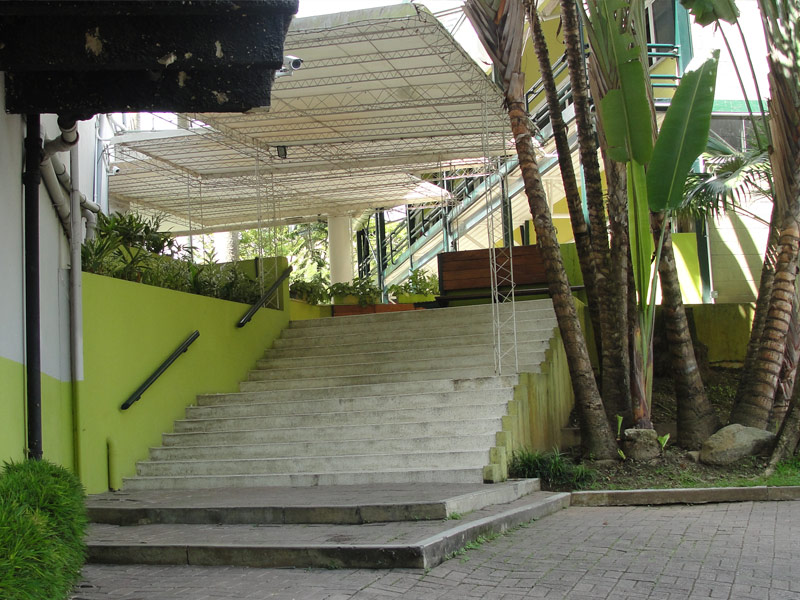
Instalaciones ENC

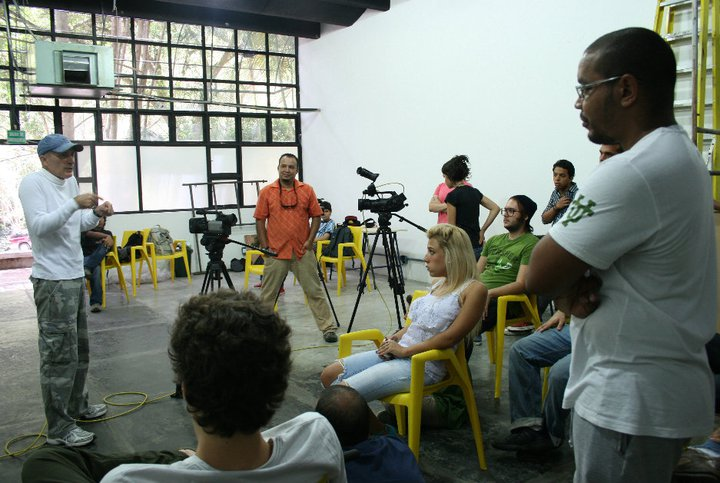
Estudio ENC

- 6 Salas de Proyección Multiformato con capacidad para 35 estudiantes.
- Estudio de 10 X 8 X 5 MT.
- Acceso a Depósito para Vestuario y Utilería
- Acceso a Taller para Escenografía
- Acceso a Sala de Grabación y Mezcla Dolby Digital SR y 5.1
- Sala de Edición dotada de 16 islas
- Unidades de iluminación, cámara, sonido